# هفت قله دوم

موقعیت هفت قله دوم در هفت قاره جهان

هفت قلهٔ دوم (به انگلیسی: Seven Second Summits) دومین بلندترین کوه‌های هفت قاره جهان هستند که قله‌هایی مستقل دارند. صعود به این کوه‌ها برخلاف کوه‌های فهرست هفت قله کاری چالش‌برانگیز است. هانس کامرلندر، کوهنورد ایتالیایی نخستین کسی است که با فتح کوه تایری در ۳ ژانویهٔ ۲۰۱۲ توانسته‌است تمامی هفت قلهٔ دوم را صعود کند.

## کوه‌های هفت قله دوم
برای این قله‌ها نیز همچون فهرست هفت قله که بلندترین کوه‌های هفت قاره را شامل می‌شود دو فهرست وجود دارد که توسط ریچارد بیس و رینولد مسنر ارائه شده‌اند. در فهرست بیس کوه تاونسند به عنوان دومین کوه بلند استرالیا در نظر گرفته شده‌است درصورتی که مسنر کوه پونچاک تریکورا واقع در اندونزی را دومین کوه بلند قارهٔ اقیانوسیه می‌داند. گرچه پس از اندازه‌گیری‌های دقیق اینک کوه پونچاک ماندالا با ارتفاع ۴۷۶۰ متر به عنوان دومین کوه بلند اندونزی جایگزین پونچاک تریکورای ۴۷۵۰ متری شده‌است. نام کوه‌های هفت قلهٔ دوم بر اساس هر دو فهرست در جدول زیر آمده‌است:
| فهرست بیس | فهرست' مسنر | قله             | ارتفاع | ارتفاع | قاره          | کشور           |
| فهرست بیس | فهرست' مسنر | قله             | متر    | فوت    | قاره          | کشور           |
| --------- | ----------- | --------------- | ------ | ------ | ------------- | -------------- |
| ✔         | ✔           | کی ۲            | ۸٬۶۱۱  | ۲۸٬۲۵۱ | آسیا          | پاکستان، چین   |
| ✔         | ✔           | کوه کنیا        | ۵٬۱۹۹  | ۱۷٬۰۵۷ | آفریقا        | کنیا           |
| ✔         | ✔           | کوه لوگان       | ۵٬۹۵۹  | ۱۹٬۵۵۰ | آمریکای شمالی | کانادا         |
| ✔         | ✔           | اوخوس دل سالادو | ۶٬۸۹۳  | ۲۲٬۶۱۴ | آمریکای جنوبی | آرژانتین، شیلی |
| ✔         | ✔           | دیخ-تاو         | ۵٬۲۰۵  | ۱۷٬۰۷۶ | اروپا         | روسیه          |
| ✔         |             | کوه تاونسند     | ۲٬۲۰۹  | ۷٬۲۴۷  | اقیانوسیه     | استرالیا       |
|           | ✔           | پونچاک ماندالا  | ۴٬۷۶۰  | ۱۵٬۶۱۷ | اقیانوسیه     | اندونزی        |
| ✔         | ✔           | کوه تایری       | ۴٬۸۵۲  | ۱۵٬۹۱۹ | جنوبگان       | ندارد          |

## نگارخانه

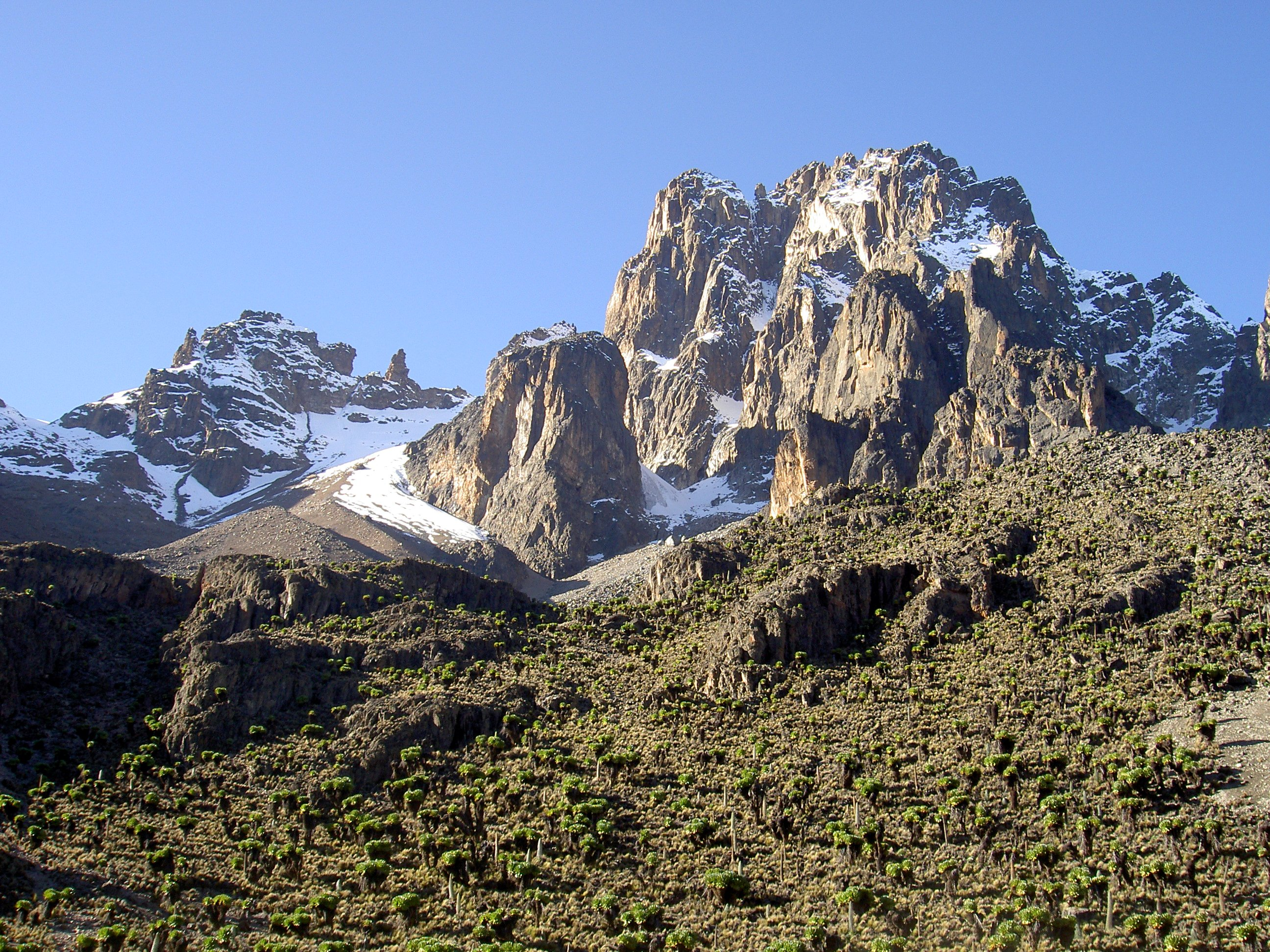
۱. کوه کنیا
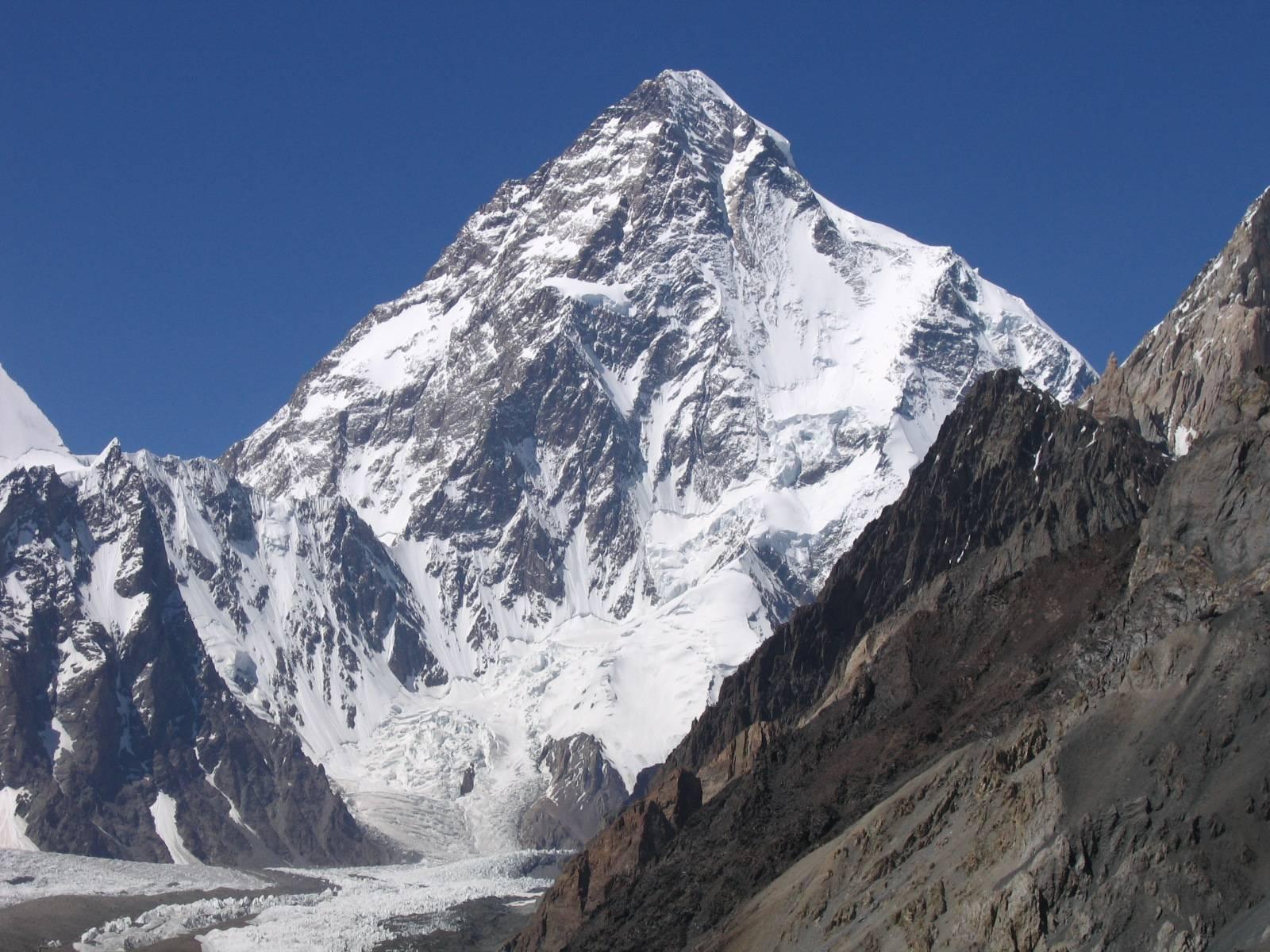
۲. کی۲
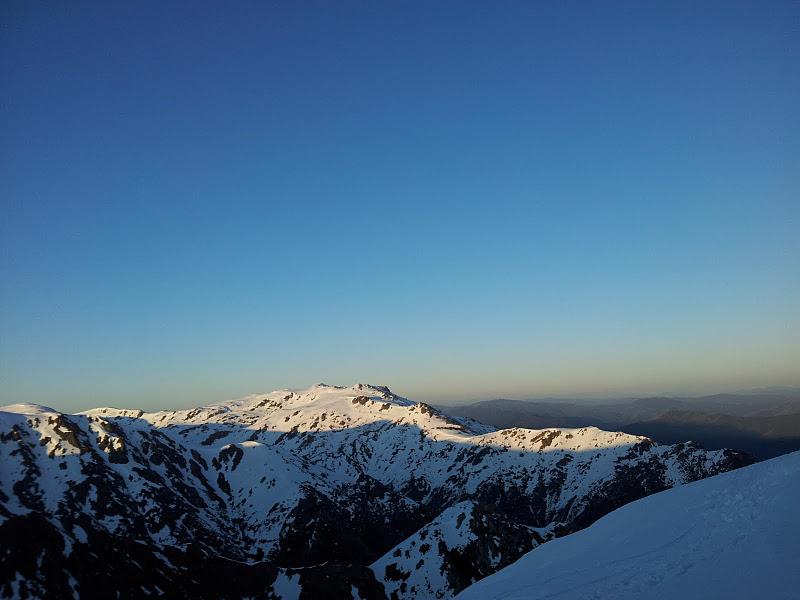
۳. کوه تاونسند
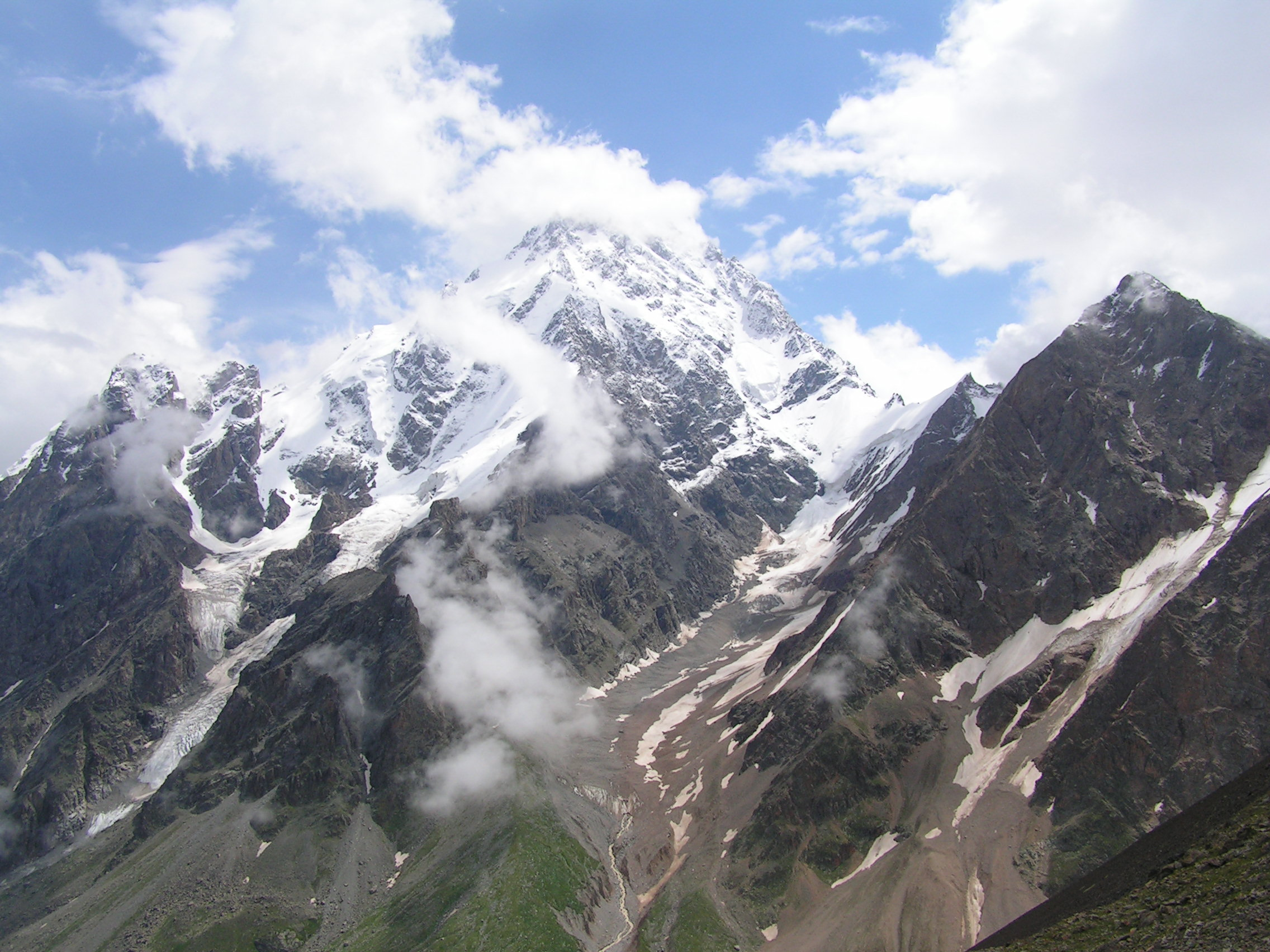
۴. دیخ-تاو
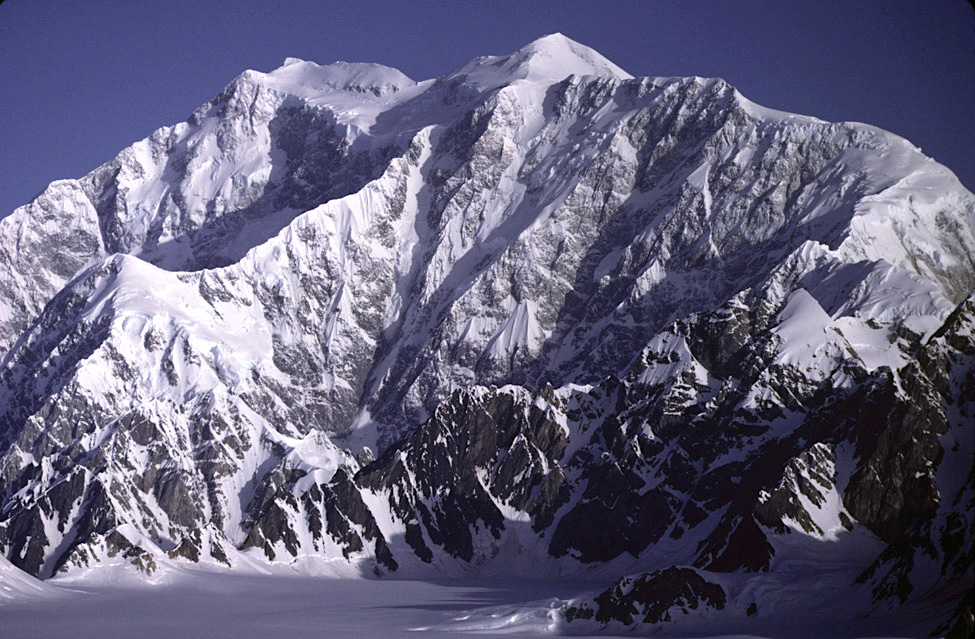
۵. کوه لوگان
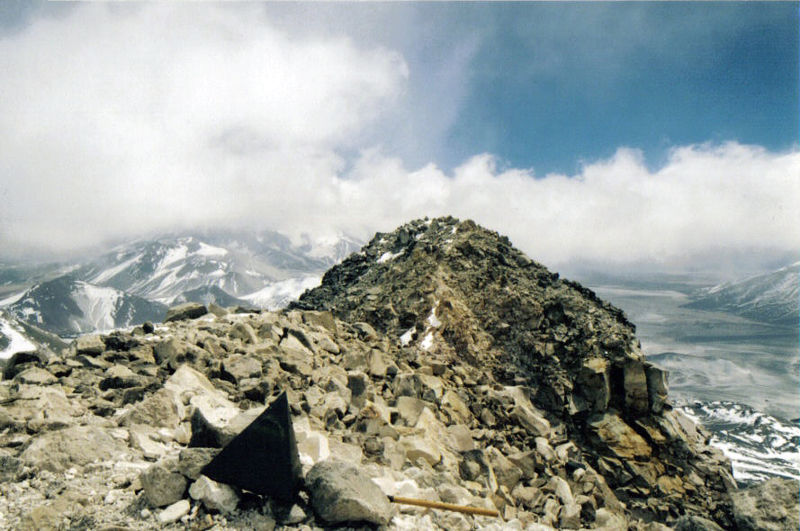
۶. اوخوس دل سالادو